# Rhinella lescurei
Rhinella lescurei es una especie de anuros en la familia Bufonidae.

## Distribución geográfica y hábitat
Es endémica de la Guayana francesa. Su rango altitudinal oscila entre 20 y 170 m s. n. m..